# Pine Tree Flag
La Pine Tree Flag, meglio conosciuta come An Appeal to Heaven, è una bandiera storica degli Stati Uniti d'America, utilizzata durante la rivoluzione americana.
La bandiera, che presenta un pino con il motto An Appeal to Heaven, o meno frequentemente An Appeal to God, era originariamente utilizzata da uno squadrone di sei incrociatori commissionati sotto l'autorità di George Washington, in qualità di comandante in capo dell'esercito continentale nell'ottobre 1775.
È l'insegna marittima ufficiale del Commonwealth del Massachusetts, sebbene la citazione di John Locke sia stata rimossa nel 1971.

## An Appeal to Heaven

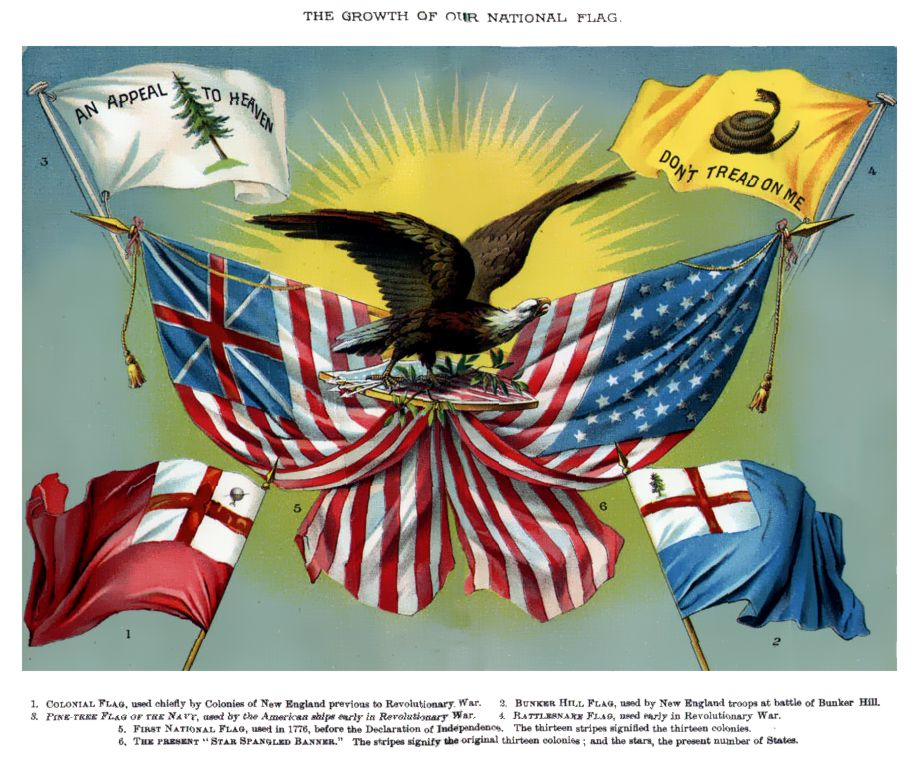
Libro di scuola statunitense con alcune bandiere storiche.

La frase, è un'espressione particolare del diritto di resistenza, usata dal filosofo britannico John Locke nel capitolo 14 del suo Secondo Trattato sul governo civile, pubblicato nel 1690 come parte dei Due trattati sul governo.